# United States Marine Corps Radio Battalion
Radio Battalions sind taktische Verbände der elektronischen Kampfführung des amerikanischen United States Marine Corps.
Das USMC verfügt derzeit über drei dieser Bataillone, die einem Einsatzverband (Marine Expeditionary Units) in amphibischen Operationen als Fernmeldeaufklärungselemente unterstellt werden. Im Regelfall kommen in diesem Fall nur Teile der jeweiligen Bataillone zum Einsatz.

## Einsatzgrundsätze
Ein Radio Battalion ist grundsätzlich in drei Kompanien gegliedert: Eine Stabs- und Unterstützungskompanie (Headquarters and Support Company) zur Sicherstellung der Einsatzfähigkeit des Stabes und der logistischen Versorgung des Verbandes sowie zwei Einsatzkompanie (A und B Company) zur Durchführung der operativen Fernmeldeaufklärungsaufträge der drei maritimen Einsatzverbände des US Marine Corps.
Beide Kompanien stellen hauptsächlichen Experten für nachrichtendienstliche Informationsgewinnung (Signals Intelligence) und Elektronische Aufklärung die je nach Auftragslage in kleine, durchmischte Teams gegliedert werden können.
Das Kernelement dieser Teams besteht aus 4–6 Spezialisten mit Ausrüstung auf Einsatzfahrzeugen HMMWV. Zur elektronischen Kampfführung wird der amphibisch einsetzbare LAV-25 MEWSS (Mobile Electronic Warfare Support System) genutzt.
Die Einsatzkompanien verfügen zudem über Fernmeldeaufklärungszüge (Radio Reconnaissance Platoon) als Spezialkräfteäquivalent für Aufträge oberhalb der regulären Nachrichtengewinnungsebene wie verdeckte Infiltration oder Evakuierung von Personal.

## Geschichte
Im Juni 1943 wurde das 2nd Radio Intelligence Platoon in Camp Elliott, Kalifornien aufgestellt. Dieser Zug nahm an der Schlacht um Guadalcanal und der Schlacht um Peleliu teil. In der Nachkriegszeit wurde bis Anfang der 1960er Jahre eine Reihe verschiedener Fernmeldeaufklärungseinheiten aufgestellt und 1964 zum 1st Radio Battalion zusammengefasst.
Dieser Verband wurde zwischen 1967 und 1975 mit Teilen im Vietnamkrieg eingesetzt und war zudem an der Evakuierung von südvietnamesischen und amerikanischen Bürger aus Saigon beteiligt (Schlacht um Saigon). Anfang der 1980er Jahre wurde das 2nd Radio Battalion als Teil einer multinationalen Friedensmission in Beirut, Libanon eingesetzt. In den 1990er Jahren nahmen alle drei Bataillone an amerikanischen Operationen im Zweiten Golfkrieg, in Somalischer Bürgerkrieg und im Kosovokrieg teil. Zudem wurden die Verbände ab 2003 wiederholt im Irakkrieg eingesetzt.

## Organisation

### 1st Radio Battalion
Das 2004 umstrukturierte 1st Radio Battalion ist in Camp Pendleton, Kalifornien stationiert und unterstützt die I. Marine Expeditionary Force. Die A-Kompanie des Bataillons stellt grundlegende Nachrichtengewinnung und die Einsatzbereitschaft der MEWSS Teams sicher. Die B-Kompanie beinhaltet im Wesentlichen die spezialisierte Fernmeldeaufklärungskomponente (Radio Reconnaissance Platoon) des Bataillons.

### 2nd Radio Battalion
Das 2nd Radio Battalion ist in Camp Lejeune, North Carolina stationiert und unterstützt die II. Marine Expeditionary Force. Teile des Bataillons nahmen zwischen Februar 2008 und November 2008 mit 24th MEU am Krieg in Afghanistan teil.

### 3rd Radio Battalion
Das 3rd Radio Battalion ist auf der Marine Corps Basis Hawaii auf Kāne'ohe Bay stationiert. Seit seiner Aufstellung im August 2003 hat das Bataillon eine Doppelfunktion in der Unterstützung der I. und III. Marine Expeditionary Force inne. Nach der Rückkehr des Bataillons auf dem Einsatz im Irak Anfang 2006 hat sich der Verband auf den Krieg gegen den Terrorismus spezialisiert.